# Gerhard Brinkmann (Ökonom)
Gerhard Brinkmann (* 1. Dezember 1935; † 5. Oktober 2015 in Köln) war ein deutscher Ökonom und Professor für Volkswirtschaftslehre an der Universität Siegen.

## Werdegang
Nach Besuch der Volksschule und des Gymnasiums Marianums in Warburg (Westfalen) in den Jahren 1942 bis 1955 legte Brinkmann 1955 sein Abitur ab. Von 1957 bis 1960 studierte Brinkmann Philosophie an der Philosophischen Hochschule Berchmanskolleg in Pullach bei München und schloss 1960 mit dem Lizentiat der Philosophie ab. Von 1960 bis 1967 studierte Brinkmann Wirtschaftswissenschaften an der Universität Frankfurt und an der Universität zu Köln. 1964 erlangte er den Grad eines Diplom-Kaufmanns (Universität zu Köln), 1967 wurde er an der Universität zu Köln zum Dr. rer. pol. promoviert. 1970 folgte die Habilitation für Wirtschaftliche Staatswissenschaften an der Universität zu Köln.
Von 1966 bis 1971 war Brinkmann Forschungsassistent an der Forschungsstelle für empirische Sozialökonomik, deren Geschäftsführer er 1968 und 1969 war, und Assistent am Seminar für Finanzwissenschaft der Universität zu Köln. Von 1970 bis 1973 war Brinkmann Privatdozent an der Universität zu Köln, mit einem Aufenthalt als Research Associate an der University of California, Berkeley im Jahre 1971. Während seiner Assistentenzeit an der Universität zu Köln war Brinkmann von 1968 bis 1969 Sprecher der Assistentenschaft in der Wirtschafts- und Sozialwissenschaftlichen Fakultät und von 1972 bis 1973 Stellvertretender Sprecher der Nicht-Ordinarien im Senat der Universität zu Köln.
1973 wurde Brinkmann zum ordentlichen Professor für Volkswirtschaftslehre an der Universität-Gesamthochschule Siegen berufen und dort Ende Februar 2001 emeritiert. Während seiner Zeit in Siegen war Brinkmann von 1977 bis 1983 Mitglied des Forschungsinstitutes für Geistes- und Sozialwissenschaften der Universität-Gesamthochschule Siegen. 1977 bis 1978 war er Prodekan und Mitglied des Fachbereichsrates „Wirtschaftswissenschaft“ und 1978 bis 1979 Dekan. Von 1980 bis 1981 war Brinkmann geschäftsführender Direktor des Forschungs-Instituts für Geistes- und Sozialwissenschaften der Universität-Gesamthochschule Siegen.

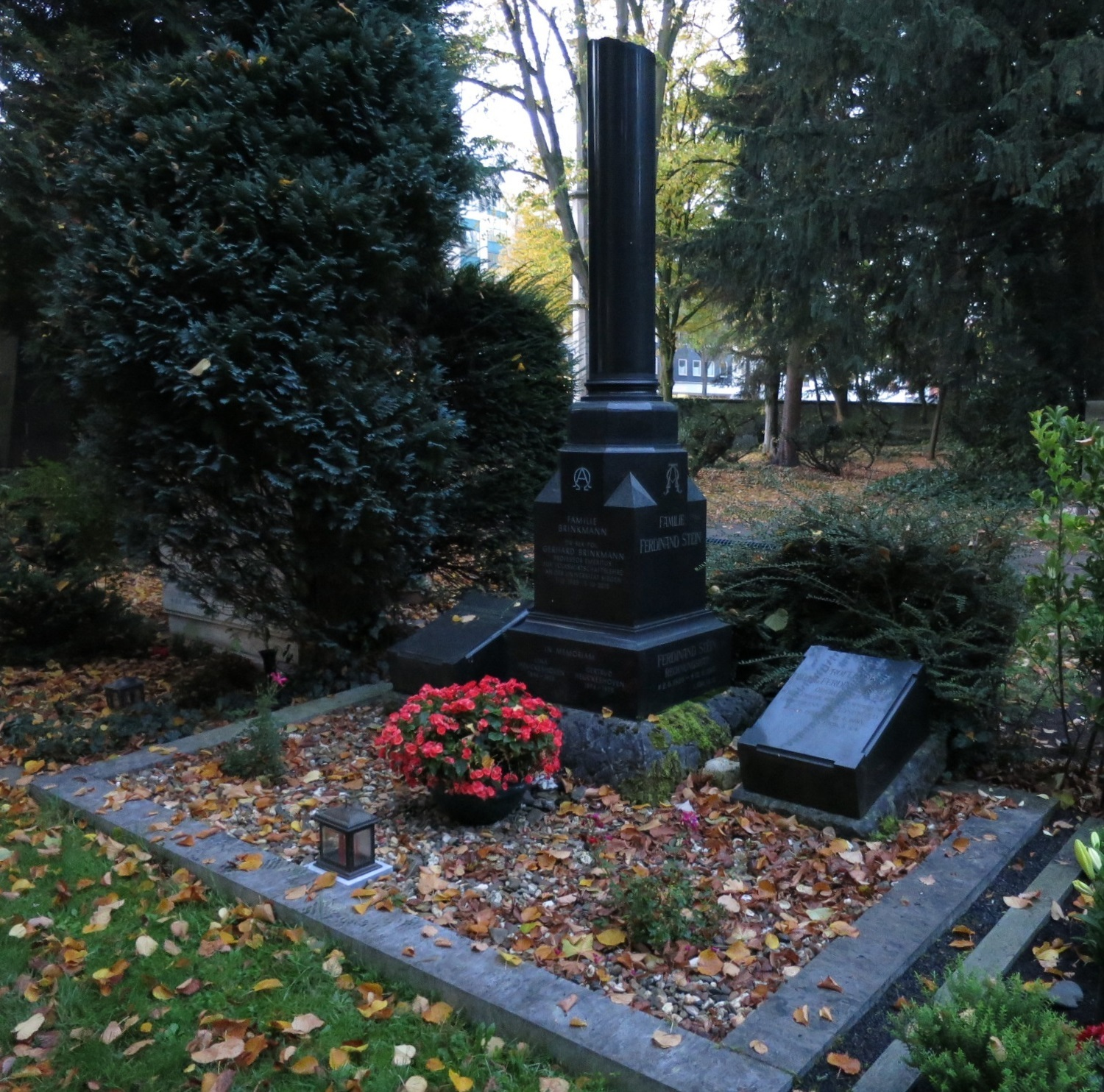
Grab: Friedhof Melaten

Brinkmanns Arbeits- und Forschungsschwerpunkte waren die Arbeitsökonomik, die Bildungsökonomik und die Wissenschaftstheorie der Wirtschaftswissenschaften.
Brinkmann war verheiratet und hatte zwei Kinder.
Seine Grabstätte befindet sich auf dem Kölner Friedhof Melaten (Flur 31).

## Trivia
Brinkmann war von 1955 bis 1960 Mitglied der Gesellschaft Jesu.